# Eusynthemis brevistyla
Eusynthemis brevistyla är en trollsländeart. Eusynthemis brevistyla ingår i släktet Eusynthemis och familjen skimmertrollsländor.

## Underarter
Arten delas in i följande underarter:
- E. b. brevistyla
- E. b. subjuncta